# Запорізький автобус
Запорíзький автóбус — мережа міських автобусних маршрутів Запоріжжя. Чинний реєстр міських автобусних маршрутів затверджено рішенням виконавчого комітету Запорізької міської ради від 24.06.2016 № 316 «Про внесення змін до Переліку зупинок громадського автотранспорту та затвердження реєстру міських автобусних маршрутів загального користування». Перелік зупинок громадського автотранспорту затверджено рішенням виконавчого комітету Запорізької міської ради від 19.12.2016 № 787 «Про затвердження Переліку зупинок громадського автотранспорту». Рішенням виконавчого комітету від 10.04.2024 № 113 «Про перейменування зупинок міського пасажирського транспорту» внесені зміни назв зупинок після перейменування об'єктів топоніміки.

## Історія

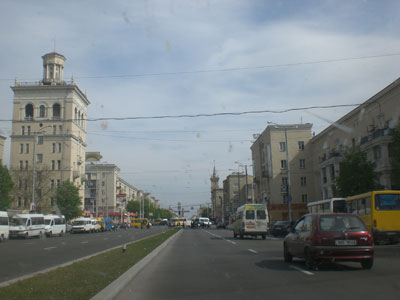
Мікроавтобуси на проспекті Соборному

У дореволюційному повітовому місті Олександрівську головним транспортом залишався гужовий. Візницький промисел приносив непоганий дохід частині населення міста і його власники знаходили підтримку у міської влади. Автомобілі були дорогими і дозволити собі їх придбання могла незначна частина містян. Заняття автомобільним візництвом було справою новим і власники машин не могли бути впевнені, що він окупить їх витрати. Крім того, стан доріг в той час дозволяв курсування тільки центральними вулицями міста.
Перші відомості про автомобілі в місті зустрічаються в документах за 1908 рік.
Спробу створити в місті автомобільний транспорт зробили жителі міста Г. І. Грузенберг і Д. С. Ковельман. Вони запропонували з 1 липня 1908 року поставити в місто таку кількість автомобілів, який буде потрібно для задоволення пасажирського і вантажного руху.
У березні 1976 року на міських маршрутах Запоріжжя почали експлуатуватися одразу декілька нових помаранчевого кольору автобуси угорського виробництва «Ікарус 280», які обслуговували переважно маршрути № 9 та 34. У нових «Ікарусах» були відсутні квиткові каси. Такі раніше були присутні усюди в запорізькому громадському транспорті — пасажири сплачували за проїзд монетами через напівавтоматичні каси в салоні транспорту, повертаючи металевий важіль «до себе і зворотно» та відривали квиток, що виповзав з прорізу. У березні 1976 року від такого сервісу в Запоріжжі було відмовлено остаточно. Проїзд здійснювався лише за разовими абонементними талонами, які були приведені до єдиного стандарту у всіх видах громадського транспорту та відрізнялися лише за кольором друку та цифрою, що означали вартість проїзду на той час: у трамваях — 3 копійки, у тролейбусах — 4 копійки, в автобусах — 5 копійок.
У 2015 році запорізькі автоперевізники отримали з міського бюджету дотацій більше, ніж сплатили до нього податків. Бюджет компенсував запорізьким автоперевізникам 5,7 млн гривень, при цьому за повідомленням Державної фіскальної служби власники маршрутів сплатили за 2015 рік податків до місцевих бюджетів усіх рівнів лише 4,2 млн гривень.
Станом на 2016 рік щоденний випуск на маршрути міста складав 935 автобусів. У 2015 році загальний обсяг перевезень становив 41,2 млн осіб (84,2 % від показника попереднього року).
У серпні 2016 року комунальне підприємство «Запоріжелектротранс» придбало 10 нових трьохдверних частково низькопідлогових міських автобусів МАЗ-103.485 з дизельним двигуном загальною вартістю 31,37 млн гривень.
11 листопада 2016 року перші два автобуси надійшли до тролейбусного парку № 1.
20 грудня 2016 року автобуси розпочали роботу на маршруті № 18.
У 2016 році вишиванка стала брендом запорізького муніципального транспорту. Муніципальні автобуси Запоріжжя — єдині в Україні, прикрашені вишитим орнаментом. Дизайн корпоративного бренду розроблений фахівцями КП «Запоріжелектротранс». Корпоративний «вишитий принт» на автобусах блакитного кольору. На Всеукраїнській конференції корпорації «Укрелектротранс» запорізький бренд був відзначений як один з найкрасивіших і найбільш національний.
28 листопада 2017 року до Запоріжжя надійшли перші 8 автобусів МАЗ-203.085 на умовах фінансового лізингу, до 17 грудня 2017 року ще 6 автобусів. У січні-лютому 2018 року надійшли ще 21 автобуси даної моделі.
У зв'язку з придбанням міською владою великої партії муніципальних автобусів, з 4 грудня 2017 року автобуси обслуговуються в тролейбусному парку № 2.
З 20 грудня 2017 року обслуговують маршрут № 17, а з 12 березня 2018 року — маршрут № 72, з 6 квітня 2018 року — маршрут № 56.
З 1 листопада 2018 року рішення виконавчого комітету Запорізької міської ради від 29 жовтня 2018 року № 473 вартість проїзду становить від 5,00 до 10,00 ₴, в залежності від протяжності маршруту.
13 грудня 2018 року комунальне підприємство «Запоріжелектротранс» отримало перші 11 автобусів, придбаних на умовах лізингової програми з ПАТ «Укргазбанк». 5 грудня 2018 року між банківською установою та комунальним підприємством була підписана додаткова угода на отримання 50 автобусів МАЗ-203.085, ще 8 надійшли до кінця місяця, на решту чекають впродовж 2019 року.

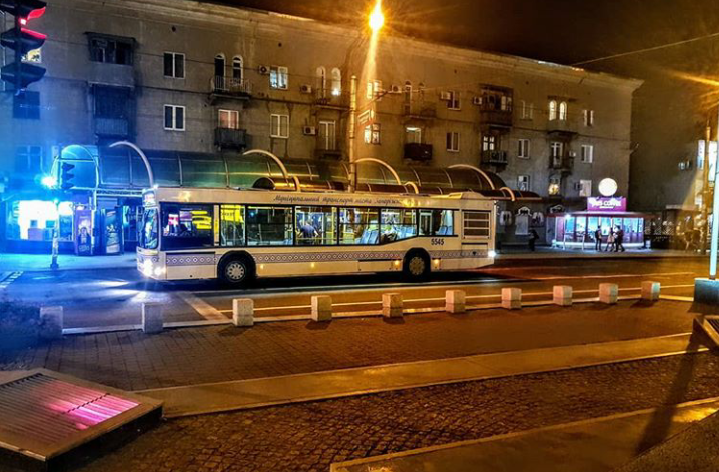
МАЗ 203.085 на проспекті Металургів

17 грудня 2018 року виконкомом Запорізької міської ради було затверджено три нових автобусних маршрути громадського транспорту. Розроблено транспортні сполучення з урахуванням звернень городян, були проведені відповідні пассажирообстеження. Нововведення дозволять поліпшити ситуацію з громадським транспортом і зробити переміщення городян з Космічного, Хортицького мікрорайонів і Заводського району більш комфортними. Маршрут руху пролягає через проспект Соборний: № 29 «Вулиця Фінальна — 4-й Південний мікрорайон», № 39 «Нікопольський поворот — площа Університетська», № 78 «Сімферопольське шосе — ПК ЗАлК».
З 21 січня 2019 року рішенням виконавчого комітету Запорізької міської ради вартість проїзду зменшилась вартість проїзду на 1 гривню на автобусних маршрутах загального користування.
21 січня 2019 року рішенням виконавчого комітету Запорізької міської ради № 4 затверджені автобусні маршрути загального користування № 78 «Сімферопольське шосе — БК ЗАлК» (маршрут так і не було відкрито) та № 86 «Комбінат «Запоріжсталь» — вул. Футбольна», проте маршрут № 78 так і не було запущено.
15 березня 2019 року почав працювати автобусний маршрут № 29 «Вулиця Фінальна — 4-й Південний мікрорайон», який обслуговують великі автобуси і з'єднує Заводський район з Південним мікрорайоном.
26 квітня 2019 року автобусний маршрут № 17 подовжений від вокзалу Запоріжжя I до 3-го Південного мікрорайону (кінцева зупинка — проспект 40-річчя Перемоги).
7 травня 2019 року на лінію вийшов новий автобусний маршрут № 94, який сполучає Шевченківський район з Коммунарським районом.
З 23 липня 2019 року у Запоріжжі призначався новий автобусний маршрут № 92 «Будинок культури ЗАлК — Цвинтар Святого Миколая, маршрут обслуговували лише два автобуса. Раніше за маршрутом № 92 «Цвинтар Святого Миколая — вокзал Запоріжжя II» виконувалося 5 рейсів на день у будні дні та 6 рейсів у вихідні дні.
З 16 вересня 2019 року КП «Запоріжелектротранс» обслуговує новий автобусний маршрут № 86 «Запоріжсталь — Вулиця Футбольна» у Заводському районі.

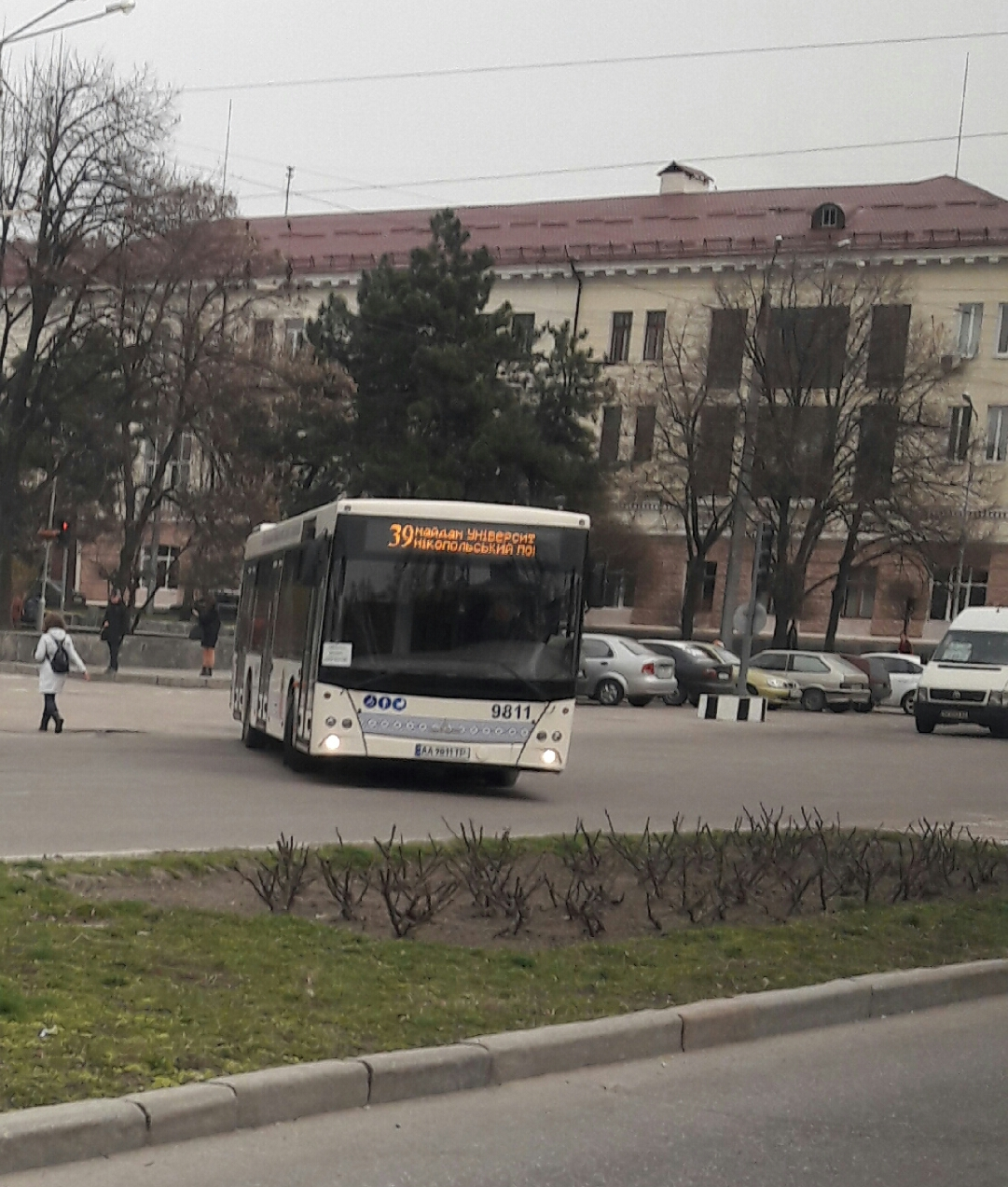
МАЗ-203.085 на майдані Університетському

11 жовтня 2019 року на сайті Запорізької міської ради оприлюднено проєкт рішення про доповнення Переліку зупинок громадського автотранспорту, подовження автобусного маршруту загального користування № 74 від вокзалу Запоріжжя I до 4-го Південного мікрорайону та закриття автобусного маршруту № 43.
16 жовтня 2019 року на сайті Запорізької міської ради оприлюднено проєкт рішення «Про затвердження автобусного маршруту загального користування № 71 Вулиця Богдана Завади — Набережна» (рішення про відкриття маршруту так і не було виконано).
З 16 жовтня 2019 року, з метою підвищення туристичної привабливості та іміджу міста Запоріжжя, покращення якості обслуговування пасажирів, підприємство «Запоріжелектротранс» впровадила додаткові можливості в роботі автоматичних  інформаторів. Так, на трьох автобусах маршруту № 18 інформатор сповіщає не тільки про зупинки та нагадує про сплату проїзду, але і пропонується послухати інформацію про історичне минуле та пам'ятні місця міста Запоріжжя.
З 4 листопада 2019 року подовжено автобусний маршрут № 74 від станції Запоріжжя I до 4-го Південного мікрорайону, натомість — маршрут № 43 був скасований.
16 грудня 2019 року КП «Запоріжелектротранс» виграв конкурс на обслуговування маршруту № 34А.
З 23 грудня 2019 року автобусний маршрут № 76 змінено маршрут руху «вул. Розенталь — вул. Європейська», кільцевим рухом, заїзд на вулицю Олімпійську не здійснюється.
З 24 грудня 2019 року була  змінена схема руху автобусного маршруту № 31 «ТЦ «Епіцентр, Ашан» — Сімферопольське шосе». Замість руху вулицею Запорізької маршрут пролягав в обох напрямках руху по вулиці Українській та Набережній автомагістралі.

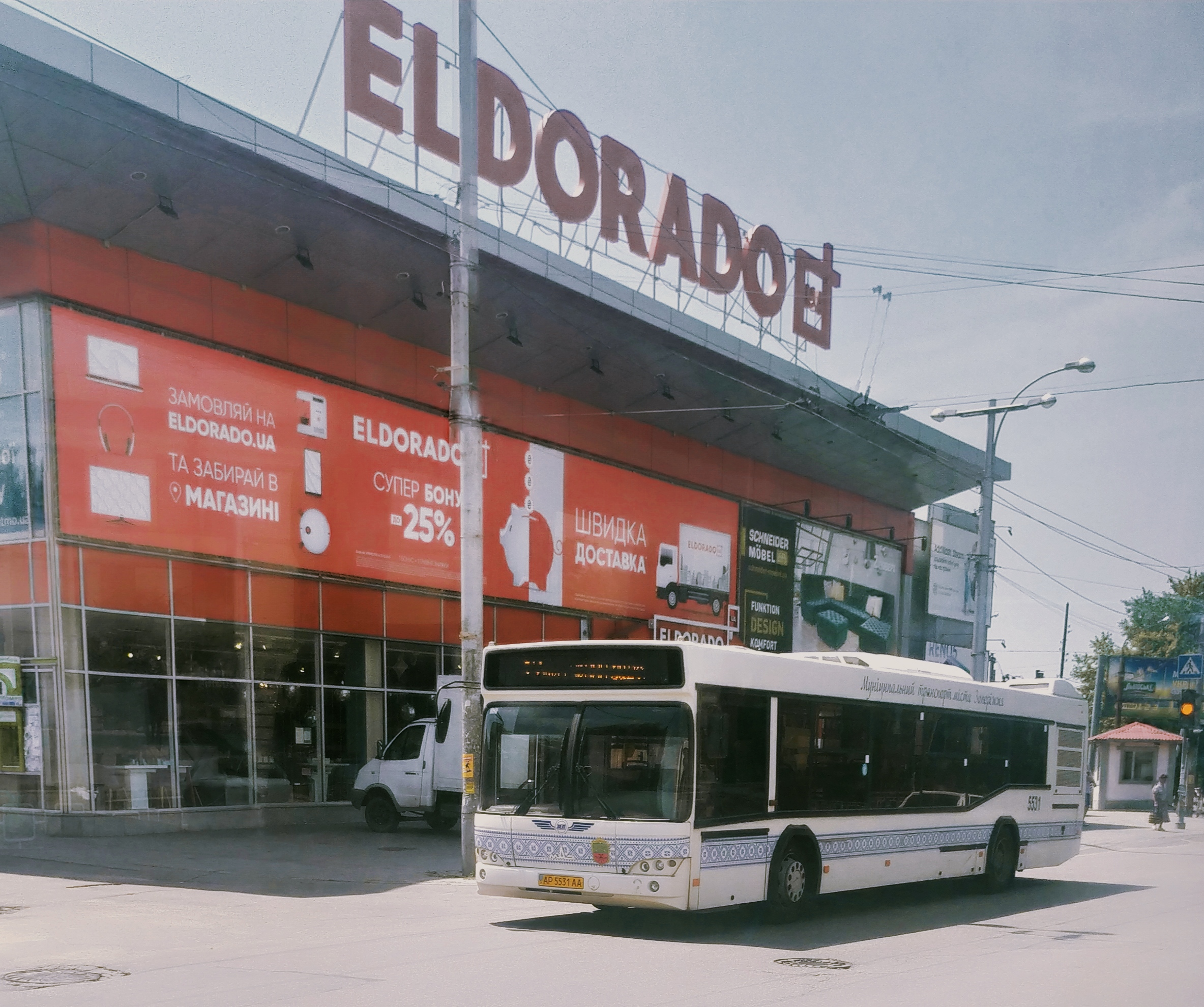
МАЗ 103.485 на Соборному проспекті

21 липня 2020 року оприлюднено рішення Запорізького міськвиконкому про відкриття нового муніципального автобусного маршруту № 98 «Проспект 40-річчя Перемоги — Аеропорт».
З 2 липня 2021 року є можливість відстежувати онлайн  рух автобусних маршрутів № 2, 4, 5, 5А, 7, 10, 14, 22, 23, 25, 32, 36, 40, 40А, 42, 49, 54, 55, 57, 58, 60, 61, 63, 63А, 66, 67, 69, 70, 73, 75, 76, 80, 81, 82, 84, 85, 87, 88, 95, 96, 99 у мобільних додатках EasyWay, CityBase та GoogleMaps. Загальна кількість доступних для відображення в режимі реального часу маршрутних транспортних засобів приватних автоперевізників становить вже 192 одиниці.
Станом на 23 липня 2021 року загальна кількість доступних для відображення в режимі реального часу транспортних засобів підприємств приватних форм власності становить 393 одиниці. Міські автобусні маршрути обслуговують 23 приватні компанії-перевізники, в яких у цілому налічується 824 одиниці рухомого складу.
КП «Запорізький центр диспетчеризації громадського транспорту» продовжує роботу над збільшенням кількості транспортних засобів послідовно, у міру встановлення GPS-обладнання.
З 25 лютого 2022 року тимчасово припинена робота автобусів на муніципальних маршрутах, через російське вторгнення в Україну. Рухомий склад використувався для забезпечення гуманітарних місій для перевезення мешканців з тимчасово окупованих російськими окупантами територій Запорізької області та міста Маріуполь.
З 13 червня 2022 року рішенням виконавчого комітету Запорізької міської ради на період воєнного часу вартість проїзду зросла з 7,00—8,00 ₴ до 12,00 ₴, а на маршрутах № 10, 92, 55, 87, 36, 96 та 58, що курсують у напрямку Хортицького району, з 9,00 ₴ до 13,00 ₴.
З 14 червня 2022 року у Запоріжжі відновлена робота муніципального автобусного маршруту № 39 «Вокзал «Запоріжжя ІІ — Нікопольський поворот». 15 серпня 2022 року відновлена робота муніципального автобусного маршруту № 72 «Бородінський ринок — Вул. Пархоменка». 14 листопада 2022 року відновлені регулярні перевезення пасажирів на автобусному маршруті № 94 «вул. Богдана Завади — Сімферопольське шосе».
З 30 листопада 2022 року, через складну ситуацію в енегетичній сфері, призупинена робота тролейбусного маршруту № 3, замість якого маршрут «Вулиця Піщана — 4-й Південний мікрорайон», за тарифом 12,00 гивень за одну поїздку, обслуговують муніципальні автобуси комунального підприємства «Запоріжелектротранс». З 23 лютого 2023 року через відновлення руху електротранспорту тимчасовий автобусний маршрут № 3 був скасований, а маршрут знову обслуговують тролейбуси.
29 березня 2023 року відновлена робота одразу двох автобусних маршрутів № 7 та 34А, які обслуговують муніципальні автобуси з випуском 1 машина та інтервалом руху близько 1 години.
21 червня 2023 року у  муніципальних автобусах Запоріжжя відновлена робота валідаторів, за допомогою яких є можливість оплатити за проїзд банківською карткою.
26 червня 2023 року у запорізьких трамваях, тролейбусах та муніципальних автобусах встановлені «тривожні кнопки». Відтепер у муніципальному транспорті є можливість у разі надзвичайних ситуацій викликати поліцію.
10 липня 2023 року відновлена робота муніципального автобусного маршруту № 38, який сполучає Хортицький та Дніпровський райони (Соцмісто).
14 серпня 2023 року відновлений автобусний маршруту № 98 «проспект 40-річчя Перемоги — Аеропорт», з кінцевою зупинкою «Гарнізонна» (на період дії правового режиму військового стану).
З 22 березня 2024 року, через обстріл Дніпровської ГЕС російськими окупантами, було змінено рух маршрутів муніципальних автобусних № 17, 18, 72, для яких було перекрито рух через греблю Дніпровської ГЕС (дані маршрути прямували через острів Хортиця), ввечері того ж дня було відновлено рух для решти маршрутних таксі через греблю. Рух здійснювався однією смугою у кожному напрямку зі швидкісним обмеженням 30 км/год. З 23 березня 2024 року призначалися тимчасовий автобусний маршрут КП «Запоріжелектротранс» № 3А (Проспект Металургів — Вулиця Піщана), а з 24 березня 2024 року маршрут № 8А (Проспект Металургів — Запоріжкабель), які курсували в об'їзд через острів Хортиця.
3 2 квітня 2024 року, через неможливість обслуговування приватним автоперевізником, були скасовані  автобусні маршрути № 55 та 87.
З 17 квітня 2024 року змінена схема руху автобусного маршруту № 38 «БК ЗАлК — Аптека (вул. Рубана)» з кільцевим рухом, а саме: від зупинки «Аптека (вул. Рубана)» у напрямку проспекту Металургів по вул. Рубана (зупинка «вул. Курузова»), вул. Курузова (зупинки «ДЮК «Славутич», «вул. Курузова») до Хортицького шосе (зупинки «вул. Маршала Судця) далі встановленим маршрутом.
16 травня 2024 року змінена схема руху автобусного маршруту № 84 від вокзалу Запоріжжя I до зупинки «Вулиця Володимира Українця» (Південний мікрорайон).
З 18 жовтня 2024 року міська влада вирішила призначити тимчасового автоперевізника на маршрут № 58 (БК «ЗАлК» — вул. Маршала Судця) автопідприємство «Січ Альянс Груп» на час, поки не відбудеться конкурс на постійного перевізника.
16 грудня 2024 року КП «Запоріжелектротранс» повідомило про наміри придбати 21 електробус із супутньою до них інфраструктурою (станціями підзарядки) за понад 9,8 млн євро. Було оголошено тендер на закупівлю. Кредитні кошти на придбання електробусів виділив Європейський Інвестиційний Банк Згідно з технічним описом тендеру, автобуси мають бути розраховані на 80 пасажирів, з них 30 сидячих. Салон повинен бути обладнаний місцем для людей з інвалідністю, місцем для дитячої коляски, місцем для маломобільних осіб, а також місцем для собаки-поводиря. Окрім того було зазначено, що автобус має бути повністю електричним.
26 червня 2025 року на брифінгу очільник Запорізької обласної військової адміністрації Іван Федоров та секретар Запорізької міської ради Регіна Харченко повідомили про надходження 37 автобусів, які були у використанні від міжнародних партнерів з Італії, Франції та Швейцарії. Обслуговування автобусів покладено на комунальне підприємство «Запоріжелектротранс».
22 липня 2025 року рішення виконавчого комітету № 541 «Про організацію обстеження пасажиропотоків на автобусних маршрутах загального користування № 71, 77, 79». Відповідно до рішення виконкому, нові маршрути проходитимуть за наступними напрямками: № 71 «Річковий порт — Сімферопольське шосе», 
№ 77 «Запооізька площа — 4-й Південний мікрорайон», 
№ 79: «Вулиця Богдана Завади — Річковий вокзал».

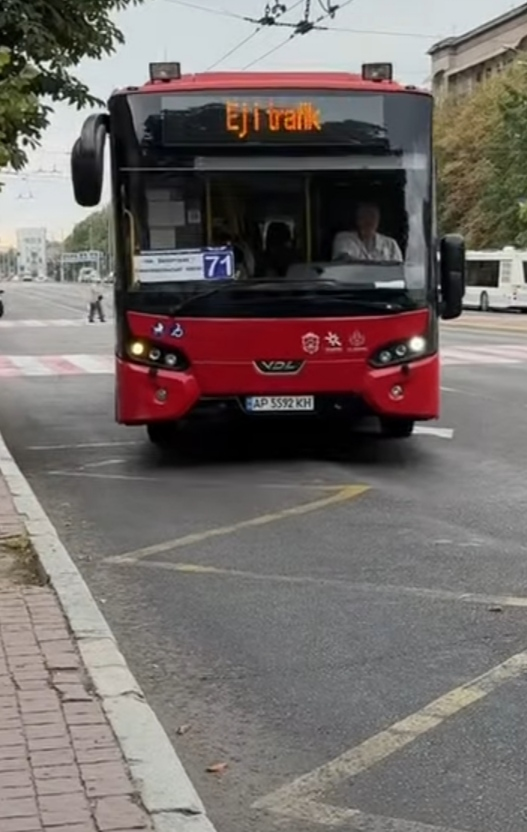
Автобус VDL на маршруті № 71

11 серпня 2025 року в тестовому режимі почав працювати муніципальний автобусний маршрут № 71 «Сімферопольське шосе — Запорізька площа», який обслуговує КП «Запоріжелектротранс».

## Маршрути
Станом на 2014 рік автобусна мережа міста Запоріжжя налічувала 90 міських маршрутів.
Станом на серпень 2025 року діють 76 автобусних маршрути, серед яких 14 маршрутів обслуговує комунальне підприємство «Запоріжелектротранс» (№ 7, 17, 18, 29, 34А, 38, 39, 56, 59, 71, 72, 86, 94, 98) та 62 маршрути обслуговують приватні перевізники.
| Автобусні маршрути міста Запоріжжя | Автобусні маршрути міста Запоріжжя                                      | Автобусні маршрути міста Запоріжжя                                      | Автобусні маршрути міста Запоріжжя                                                                                                  |
| №                                  | Початковий пункт                                                        | Кінцевий пункт                                                          | Примітки |
| ---------------------------------- | ----------------------------------------------------------------------- | ----------------------------------------------------------------------- | --- |
| .1.                                | Вулиця Базарна                                                          | Дослідна станція                                                        | Працює лише у будні. |
| .2.                                | Вулиця Базарна                                                          | Станція Передатна                                                       | |
| .3.                                | Аеропорт                                                                | 4-й Південний мікрорайон                                                | Скасований |
| .3А.                               | Проспект Металургів                                                     | Вулиця Піщана                                                           | Тимчасовий маршрут обслуговувало КП «Запоріжелектротранс» з 23.03.2024 по 30.12.2024 (через острів Хортиця)                         |
| .4.                                | Гарнізонна                                                              | Проспект Металургів                                                     | На період дії правого режимого військового стану рух аеропорту припинений.                                                          |
| .5.                                | Вулиця Олімпійська                                                      | Автострада                                                              | |
| .5А.                               | Вулиця Олімпійська                                                      | Автострада                                                              | |
| .6.                                | Вулиця Авраменка                                                        | Обласна бібліотека                                                      | |
| .7.                                | Вокзал Запоріжжя ІІ (вул. Базарна)                                      | Вулиця Стратосферна                                                     | Маршрут обслуговує 1 автобус КП «Запоріжелектротранс»                                                                               |
| .8.                                | Аеропорт                                                                | Площа Маяковського                                                      | Скасований |
| .8А.                               | Проспект Металургів                                                     | Завод «Запоріжкабель»                                                   | Тимчасовий маршрут обслуговувало КП «Запоріжелектротранс» з 23.03.2024 по 30.12.2024 (через острів Хортиця)                         |
| .9.                                | Вулиця Олімпійська                                                      | Вулиця Богдана Завади (3-й Шевченківський мікрорайон)                   | |
| .10.                               | Вулиця Діагональна                                                      | 3-й Хортицький мікрорайон                                               | |
| .11.                               | Вулиця Аркова                                                           | Вулиця Покровська                                                       | |
| .11.                               | Вокзал Запоріжжя I                                                      | Вулиця Вишнева                                                          | |
| .12.                               | Селище Будівельників                                                    | Міськпаливо                                                             | |
| .13.                               | Станція Запоріжжя-Ліве                                                  | Майдан Університетський                                                 | Скасований у 2022 році |
| .14.                               | Вулиця Історична                                                        | Міська лікарня № 5                                                      | |
| .14.                               | Вулиця Історична                                                        | Проспект 40-річчя Перемоги (3-й Південний мікрорайон)                   | |
| .15.                               | Вулиця Піщана                                                           | Бородінський ринок (Бородінський мікрорайон)                            | Працює лише у будні. |
| .16.                               | Проспект Металургів                                                     | Вулиця Лівобережна (Єнісейська)                                         | Працює лише у будні. |
| .17.                               | Арматурний завод                                                        | 3-й Південний мікрорайон (проспект Героїв Національної гвардії України) | З 20.12.2017—25.04.2019 курсував до «вокзала Запоріжжя I. З 26.04.2019 подовжено маршрут до 3-го Південного мікрорайону             |
| .18.                               | Бородінський мікрорайон                                                 | 4-й Південний мікрорайон                                                | Відкритий з 20.12.2016 |
| .19.                               | Річковий порт                                                           | Комбінат «Запоріжсталь»                                                 | Скасований |
| .20.                               | Обласна лікарня                                                         | 4-й Південний мікрорайон                                                | |
| .21.                               | Великий Луг (вул. Зелена)                                               | Проспект Металургів                                                     | |
| .22.                               | Річковий вокзал                                                         | Провулок Квітковий (Мокрянський кам'яний кар'єр)                        | |
| .23.                               | Вулиця Богдана Завади (3-й Шевченківський мікрорайон)                   | ТЦ «Епіцентр» (вул. Запорізька)                                         | |
| .24.                               | Вокзал Запоріжжя II                                                     | Вулиця Богдана Завади (3-й Шевченківський мікрорайон)                   | Скасований |
| .25.                               | Міськпаливо                                                             | Школа-інтернат «Джерело» (вул. Тарасівська)                             | |
| .25.                               | Вокзал Запоріжжя I                                                      | Вулиця Тарасівська (Червонополянська) (Школа-інтернат «Джерело»)        | |
| .26.                               | Станція Запоріжжя-Ліве                                                  | Проспект Металургів                                                     | |
| .27.                               | Вокзал Запоріжжя I                                                      | Міська лікарня № 7                                                      | З 28.05.2024 обслуговує приватний перевізник (з 08:00 до 13:00), працює лише у будні                                                |
| .28.                               | Річковий порт                                                           | Вулиця Пархоменка                                                       | |
| .29.                               | 4-й Південний мікрорайон                                                | Вулиця Фінальна                                                         | Відкритий з 15.03.2006 |
| .30.                               | БК «ЗАлК»                                                               | Садівництво                                                             | Працює лише у будні. |
| .31.                               | ТЦ «Епіцентр», «Ашан»                                                   | Сімферопольське шосе                                                    | Припинив роботу у 2020 році |
| .32.                               | Вторчермет (Матвіївське кладовище)                                      | Міськпаливо                                                             | |
| .33.                               | Вулиця Миколи Ласточкіна                                                | Вокзал Запоріжжя II                                                     | Скасований |
| .34.                               | Далекі дачі                                                             | ПрАТ «Запоріжвогнетрив»                                                 | |
| .34А.                              | Станція «Фільтрова»                                                     | ПрАТ «Запоріжвогнетрив»                                                 | Відкритий з 16.12.2019 |
| .35.                               | Гарнізонна                                                              | Вулиця Олімпійська                                                      | Працює лише у будні. |
| .36.                               | Вулиця Діагональна                                                      | Вулиця Новобудов                                                        | |
| .37.                               | Гарнізонна                                                              | 4-й Південний мікрорайон                                                | На період дії правового режиму військового стану рух до аеропорту припинено.                                                        |
| .38.                               | БК «ЗАлК»                                                               | Вулиця Рубана (Аптека)                                                  | Відкритий з 01.08.2006 |
| .39.                               | Нікопольський поворот                                                   | Вокзал Запоріжжя II                                                     | З 29.01.2019 по 24.03.2019 кінцевою зупинкою був «Майдан Університетський». З 25.03.2019 подовжено маршрут до вокзалу Запоріжжя II  |
| .40.                               | Річковий порт                                                           | Обласна лікарня                                                         | Через проспект Соборний |
| .40А.                              | Річковий порт                                                           | Обласна лікарня                                                         | Через вулицю Перемоги |
| .41.                               | Ринок Заводського району                                                | Кільцева                                                                | Не працює |
| .42.                               | 3-й Південний мікрорайон (проспект Героїв Національної гвардії України) | Вулиця Ігоря Сікорського                                                | |
| .43.                               | 4-й Південний мікрорайон                                                | Вулиця Богдана Завади (3-й Шевченківський мікрорайон)                   | |
| .44.                               | Тепличний комбінат                                                      | Вокзал Запоріжжя I                                                      | Скасований у 2022 році |
| .44.                               | Тепличний комбінат                                                      | Міськпаливо                                                             | |
| .44А.                              | Тепличний комбінат                                                      | Проспект Металургів                                                     | Скасований у 2022 році |
| .45.                               | БК «ЗАлК»                                                               | Диспетчерська (Хортицький мікрорайон)                                   | Не працює |
| .46.                               | Вулиця Піщана                                                           | Вулиця Олімпійська                                                      | Через вокзал Запоріжжя I |
| .47.                               | Вулиця Руставі                                                          | Вулиця Розенталь                                                        | |
| .49.                               | Магазин меблів                                                          | Вулиця Товариська (Бородінський мікрорайон)                             | |
| .50.                               | Проспект Металургів                                                     | Заводоуправління                                                        | Не працює |
| .51.                               | Станція Запоріжжя-Ліве                                                  | Павло-Кічкас (вул. Республіканська)                                     | Працює лише у будні. |
| .53.                               | Вулиця Богдана Завади (3-й Шевченківський мікрорайон)                   | ТЦ «Епіцентр» (вул. Запорізька)                                         | |
| .54.                               | Вулиця Історична                                                        | ТЦ «Епіцентр» (вул. Запорізька)                                         | |
| .55.                               | Вулиця Рубана                                                           | Вокзал Запоріжжя I                                                      | Скасований з 02.04.2024 |
| .56.                               | Вулиця Стародніпровська (колишня вул. Воронезька)                       | Вокзал Запоріжжя I                                                      | |
| .56.                               | Центральна прохідна «Мотор Січ»                                         | Комбінат «Запоріжсталь»                                                 | Відкритий з 06.04.2018 |
| .57.                               | Комбінат «Запоріжсталь»                                                 | Міськпаливо                                                             | |
| .58.                               | БК ЗАлК                                                                 | Вулиця Маршала Судця (15-й Хортицький мікрорайон)                       | |
| .59.                               | Набережна                                                               | Вулиця Чумаченка                                                        | Відкритий з 22.06.2018 |
| .60.                               | Вулиця Авраменка                                                        | Міськпаливо                                                             | |
| .61.                               | Осипенківський мікрорайон (Арматурний завод)                            | 4-й Південний мікрорайон                                                | |
| .62.                               | 4-й Південний мікрорайон                                                | БК «ЗАлК»                                                               | |
| .63.                               | Бородінський ринок (Бородінський мікрорайон)                            | Вулиця Європейська                                                      | Через вулицю Перемоги |
| .63А.                              | БК «ЗАлК»                                                               | Вулиця Європейська                                                      | |
| .64.                               | Бородінський ринок (Бородінський мікрорайон)                            | Набережна                                                               | Працював з 01.10.2021, з початку 2022 року скасований.                                                                              |
| .64.                               | Вулиця Богдана Завади (3-й Шевченківський мікрорайон)                   | Міськпаливо                                                             | |
| .65.                               | Бородінський ринок (Бородінський мікрорайон)                            | Проспект Металургів                                                     | Скасований з 01.10.2021 |
| .66.                               | Вулиця Руставі                                                          | Диспетчерська                                                           | |
| .67.                               | Запорозький дуб                                                         | 3-й Південний мікрорайон (проспект Героїв Національної гвардії України) | Через вулицю Перемоги |
| .68.                               | Річковий порт                                                           | Комбінат «Запоріжсталь»                                                 | Скасований |
| .68А.                              | Річковий порт                                                           | Комбінат «Дніпроспецсталь»                                              | Скасований |
| .69.                               | Площа Запорізька                                                        | Квітковий провулок                                                      | |
| .70.                               | Павло-Кічкас (БК «Запоріжвогнетрив»)                                    | Вулиця В'ячеслава Зайцева (ТЦ «Амстор»)                                 | |
| .71.                               | Сімферопольське шосе                                                    | Запорізька площа                                                        | Відкритий з 11.08.2025 |
| .71А.                              | Вулиця Криворізька                                                      | Міськпаливо                                                             | Не працює |
| .72.                               | Бородінський ринок (Бородінський мікрорайон)                            | Вулиця Пархоменка                                                       | Відкритий з 12.03.2018 |
| .73.                               | ЗТМК                                                                    | Набережна                                                               | |
| .74.                               | Станція Запоріжжя-Ліве                                                  | 4-й Південний мікрорайон                                                | |
| .74.                               | Станція Запоріжжя-Ліве                                                  | Вокзал Запоріжжя I                                                      | |
| .75.                               | Верхня Хортиця (Вулиця Героїв 37-го батальйону)                         | 4-й Південний мікрорайон                                                | |
| .76.                               | Вулиця Європейська                                                      | Вулиця Розенталь                                                        | З 31 липня 2021 року, з 08:00 до 15:30, маршрут № 76 подовжується до кладовища Святого Миколая                                      |
| .76А.                              | Завод «Запоріжкабель»                                                   | Проспект Металургів                                                     | Призначався з 15 жовтня по 28 грудня 2019 року. Скасований з 29 грудня 2019 року.                                                   |
| .77.                               | Арматурний завод (Осипенківський мікрорайон)                            | Вулиця Олімпійська                                                      | Скасований |
| .78.                               | Сімферопольське шосе                                                    | Авторинок                                                               | Скасований |
| .79.                               | Річковий порт                                                           | Вулиця Пархоменка (2-й Шевченківський мікрорайон)                       | Скасований |
| .80.                               | Річковий порт                                                           | ТЦ «Метро»                                                              | |
| .81.                               | Вулиця Товариська (Бородінський мікрорайон)                             | 4-й Південний мікрорайон                                                | |
| .82.                               | Арматурний завод (Осипенківський мікрорайон)                            | Проспект Металургів                                                     | |
| .83.                               | Клуб (с-ще Скворцове)                                                   | Набережна                                                               | |
| .84.                               | Бородінський мікрорайон (вул. Товариська)                               | Вулиця Володимира Українця (Південний мікрорайон)                       | З 16 травня 2024 року подовжено маршрут руху від вокзалу Запоріжжя I до зупинки «Вулиця Володимира Українця» (Південний мікрорайон) |
| .85.                               | Набережна                                                               | Вулиця Європейська                                                      | |
| .86.                               | Комбінат «Запоріжсталь»                                                 | Вулиця Футбольна                                                        | Відкритий з 16.09.2019 |
| .87.                               | Проспект Металургів                                                     | Аптека (Вулиця Рубана)                                                  | Тимчасово скасований з 02.04.2024                                                                                                   |
| .88.                               | Бородінський мікрорайон (вул. Товариська)                               | 3-й Південний мікрорайон (проспект Героїв Національної гвардії України) | |
| .89.                               | Річковий порт                                                           | Вулиця Богдана Завади (3-й Шевченківський мікрорайон)                   | |
| .90.                               | БК «ЗАлК»                                                               | Вулиця Сєдова                                                           | Припинив роботу у 2020 році |
| .91.                               | БК «ЗАлК»                                                               | Селище Овочеводів                                                       | Працює лише у будні. |
| .92.                               | БК «ЗАлК»                                                               | Цвинтар Святого Миколая                                                 | . Скасований |
| .92.                               | Вокзал Запоріжжя II                                                     | Цвинтар Святого Миколая                                                 | [ 88 ] |
| .93.                               | Вулиця Піщана                                                           | ТЦ «Епіцентр», «Ашан»                                                   | Скасований. |
| .94.                               | Сімферопольське шосе                                                    | Вулиця Богдана Завади (3-й Шевченківський мікрорайон)                   | Відкритий з 07.05.2019 |
| .95.                               | Осипенківський мікрорайон (Арматурний завод)                            | Вулиця Товариська (Бородінський мікрорайон)                             | |
| .96.                               | Комбінат «Запоріжсталь»                                                 | Нікопольський поворот                                                   | |
| .97.                               | БК «ЗАлК»                                                               | Вокзал Запоріжжя I                                                      | |
| .98.                               | 3-й Південний мікрорайон (проспект Героїв Національної гвардії України) | Гарнізонна                                                              | Відновлена робота марщруту з 14 серпня 2023 року. На період дії правового режиму військового стану рух до аеропорту припинено.      |
| .98.                               | Вулиця Рубана                                                           | Автостанція № 3                                                         | Скасований |
| .99.                               | 4-й Південний мікрорайон                                                | Набережна                                                               | |

Примітки:
- Курсивом позначено транзитні кінцеві пункти прямування кільцевих маршрутів № 5, 5А, 16, 38, 47, 63, 63А, 66 та 76.
- Автобуси маршрутів № 4, 35, 37, 98 курсують до кінцевої зупинки «Гарнізонна», рух до аеропорту тимчасово припинено на період дії військового стану[90] та № 32 від зупинки «Вторчермет» до зупинки «Матвіївське кладовище» прямують при наявності пасажирів.

## Перевізники
Перевезення пасажирів на міських автобусних маршрутах Запоріжжя здійснюють 22 підприємства різних форм власності.

## Рухомий склад
| Рухомий склад КП «Запоріжелектротранс» станом на 01.01.2021 | Рухомий склад КП «Запоріжелектротранс» станом на 01.01.2021 | Рухомий склад КП «Запоріжелектротранс» станом на 01.01.2021 | Рухомий склад КП «Запоріжелектротранс» станом на 01.01.2021 | Рухомий склад КП «Запоріжелектротранс» станом на 01.01.2021                                                                                |
| Тип моделі                                                  | Фото                                                        | Кількість                                                   | Рік початку експлуатації                                    | Примітки |
| ----------------------------------------------------------- | ----------------------------------------------------------- | ----------------------------------------------------------- | ----------------------------------------------------------- | --- |
| МАЗ-103.062                                                 |                                                             | 6                                                           | 2011                                                        | У літній період експлуатуються для перевезення пасажирів на присадібні ділянки. З 1 серпня 2006 по жовтень 2018 обслуговували маршрут № 38 |
| МАЗ-103.485                                                 |                                                             | 10                                                          | 2016                                                        | |
| МАЗ-203.085                                                 |                                                             | 85                                                          | 2017—2019                                                   | |
|                                                             | Всього:                                                     | 101                                                         |                                                             | |

З метою покращення умов праці водіїв автобусів, підприємство «Запоріжелектротранс» з 12 квітня 2019 року уклало договір та за власні кошти розпочало тонування скляних поверхонь кабіни водія з дотриманням вимог Правил дорожнього руху України та Правил охорони праці на автомобільному транспорті.

## Вартість проїзду
Вартість проїзду в міських автобусах встановлюється на підставі рішення виконавчого комітету Запорізької міської ради.
З 1 вересня 2017 року рішенням виконавчого комітету Запорізької міської ради водії автобусних маршрутів зобов'язані запезпечити проїзд учнів загальноосвітніх шкіл міста зі знижкою у розмірі 50 %. Дана пільга для учнів розповсюджується на період навчального року з понеділка по п'ятницю.
З 18 серпня 2023 року на підприємстві «Запоріжелектротранс» введені в обіг разові проїзні квитки нового дизайну в муніципальних автобусах вартістю 12 ₴. Вони складаються з двох частин. Корінець квитка залишається у водія, а сам квиток має зберігатись у пасажира до кінця поїздки.
Проїзд оплачується водієві при вході, у муніципальних автобусах раніше працювали кондуктори. Також є можливість безготівково сплатити за проїзд за допомогою валідаторів.
| Динаміка зростання вартості проїзду на автобусних маршрутах м. Запоріжжя, ₴ | Динаміка зростання вартості проїзду на автобусних маршрутах м. Запоріжжя, ₴ | Динаміка зростання вартості проїзду на автобусних маршрутах м. Запоріжжя, ₴ | Динаміка зростання вартості проїзду на автобусних маршрутах м. Запоріжжя, ₴ | Динаміка зростання вартості проїзду на автобусних маршрутах м. Запоріжжя, ₴ | Динаміка зростання вартості проїзду на автобусних маршрутах м. Запоріжжя, ₴ |
| Дата встановлення тарифу                                                    | В муніципальних автобусах                                                   | На переважній більшості маршрутах                                           | На маршрутах № 10, 30, 36, 58, 87, 91, 92, 96                               | На маршруті № 55                                                            | Примітка                                                                    |
| --------------------------------------------------------------------------- | --------------------------------------------------------------------------- | --------------------------------------------------------------------------- | --------------------------------------------------------------------------- | --------------------------------------------------------------------------- | --------------------------------------------------------------------------- |
| 21 січня 2019                                                               | 5,00                                                                        | 6,00                                                                        | 7,00                                                                        | 9,00                                                                        |                                                                             |
| 1 травня 2021                                                               | 7,00                                                                        | 8,00                                                                        | 9,00                                                                        | 10,00                                                                       |                                                                             |
| 13 червня 2022                                                              | 12,00                                                                       | 12,00                                                                       | 13,00                                                                       | 13,00                                                                       | [ 95 ]                                                                      |
| 10 червня 2024                                                              | 10,00                                                                       | 12,00                                                                       | 13,00                                                                       | —                                                                           | Маршрут № 55 скасований з 02.04.2024                                        |
| 10 березня 2025                                                             | 15,00                                                                       | 17,00                                                                       | 18,00                                                                       | —                                                                           | [ 97 ] [ 98 ]                                                               |

## Галерея

Разові квитки у муніципальних автобусах міста Запоріжжя
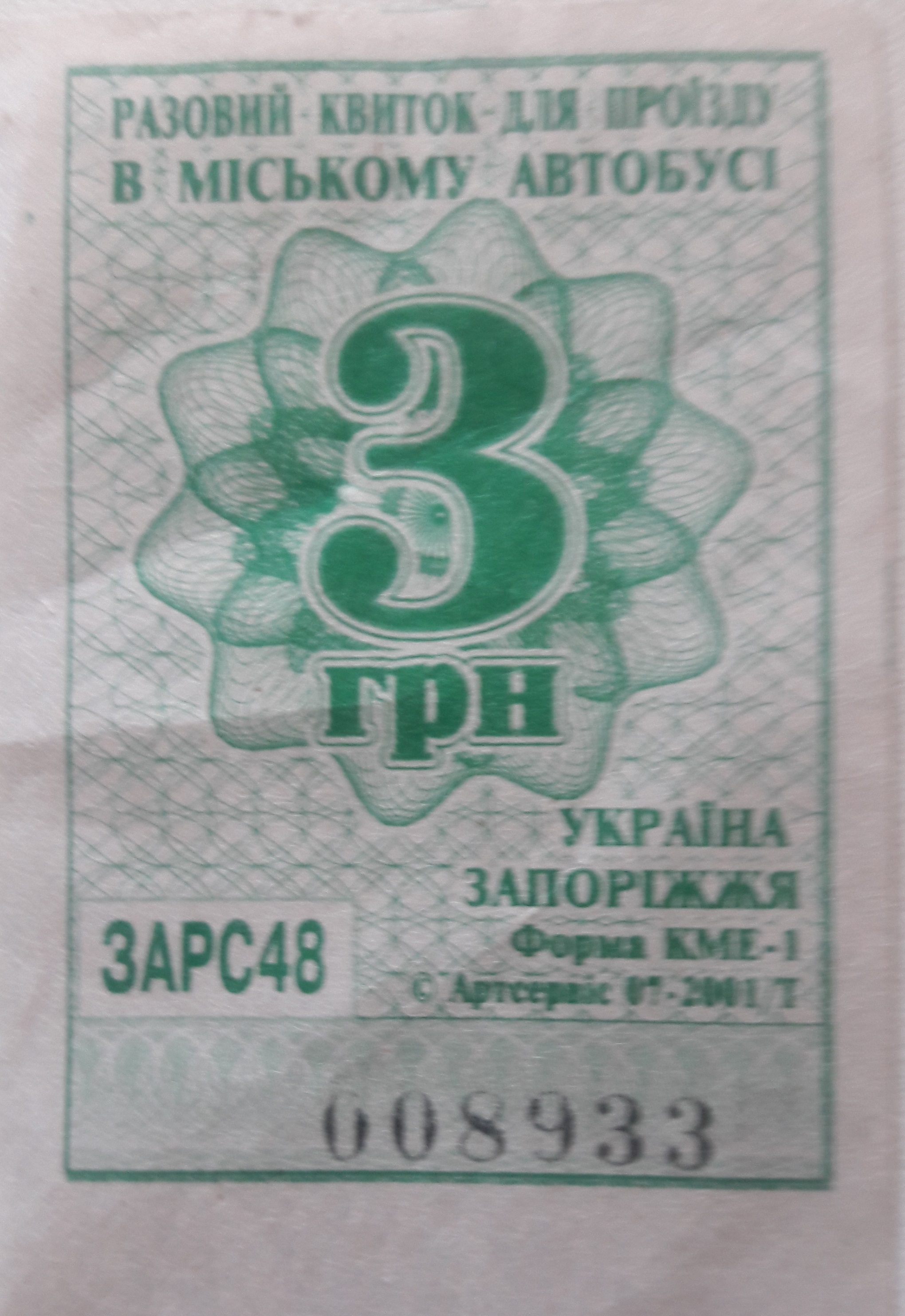
20.12.2016 — 31.10.2017
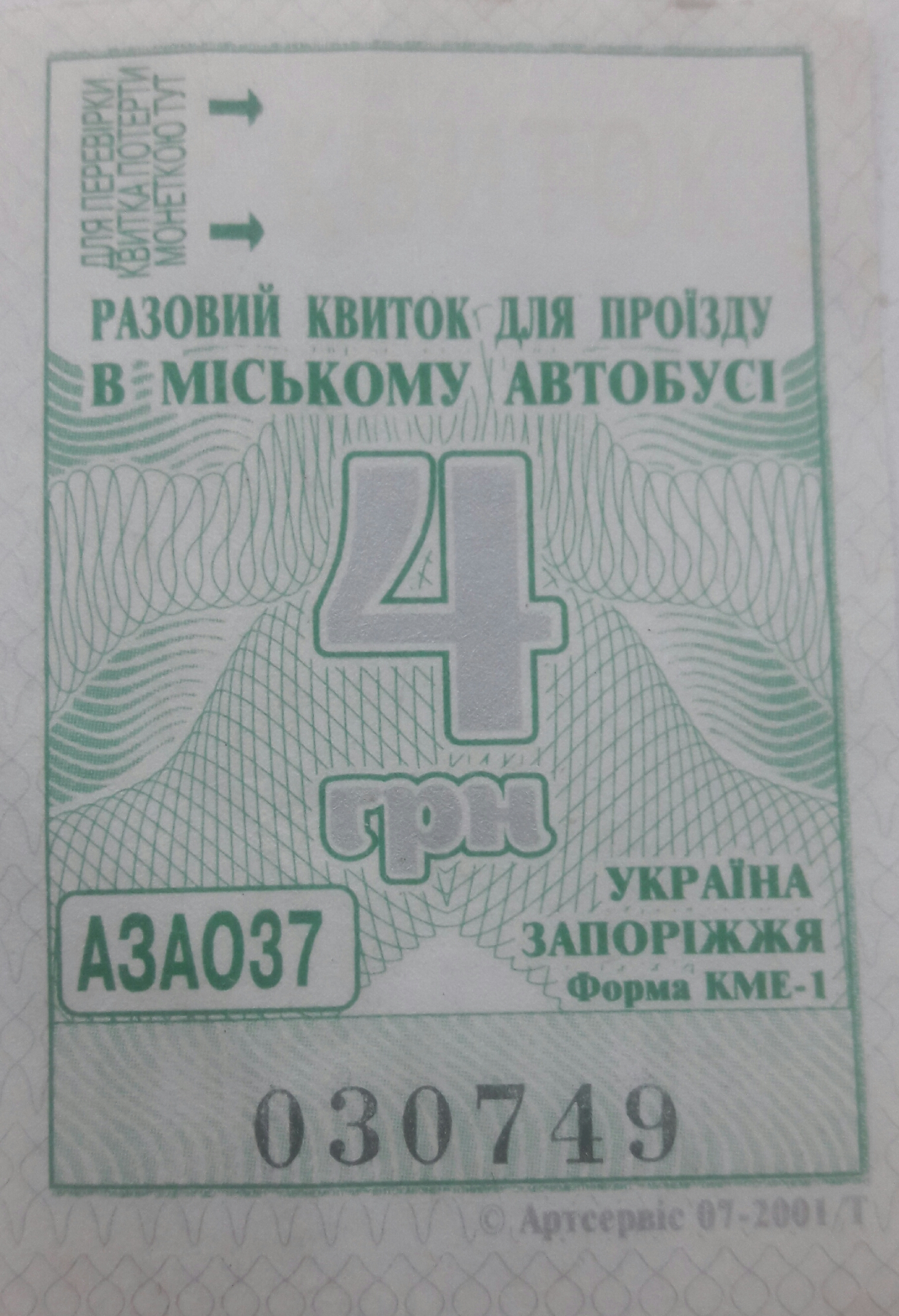
01.11.2017 — 31.10.2018
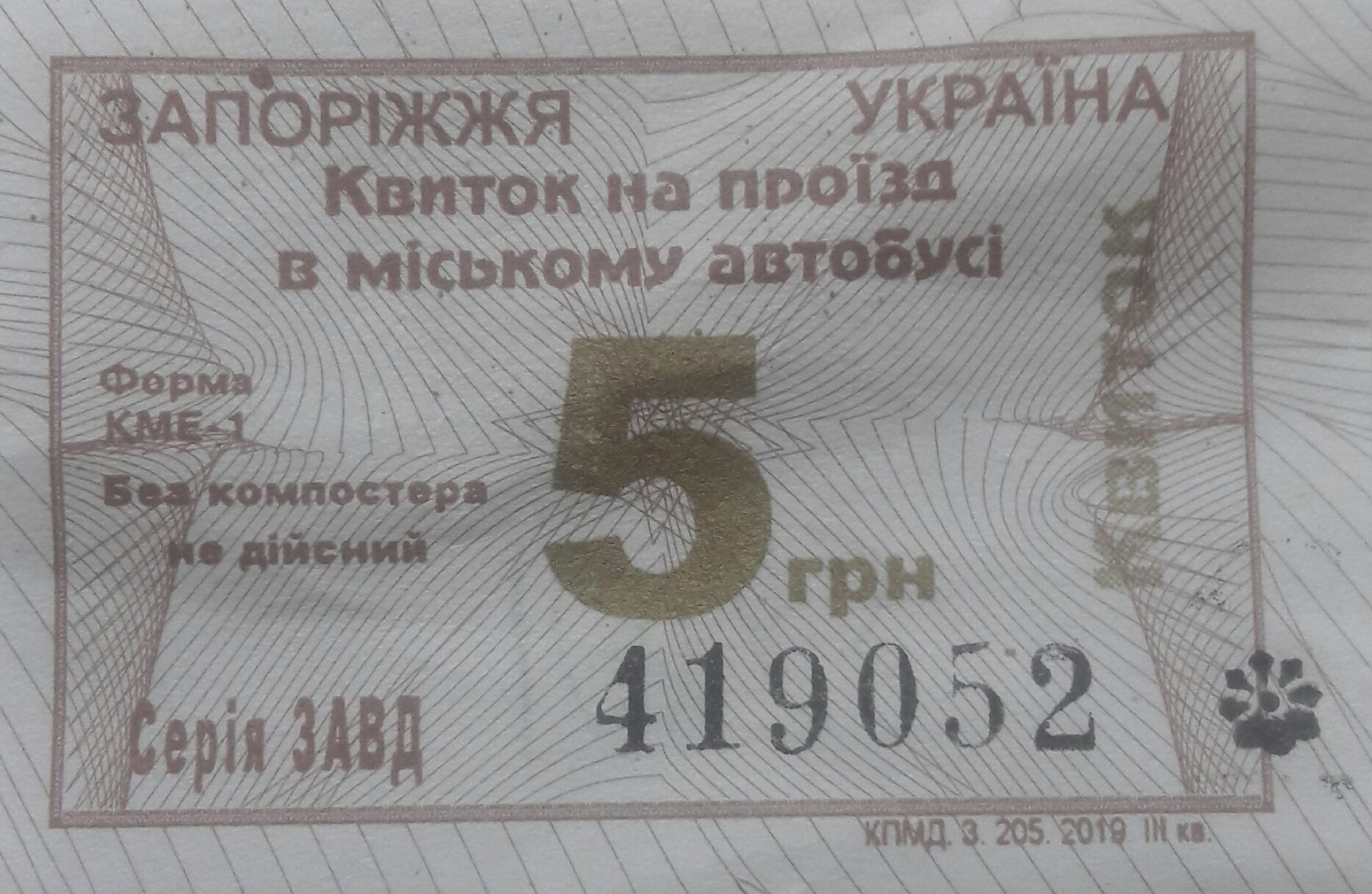
01.11.2018 — 30.04.2021
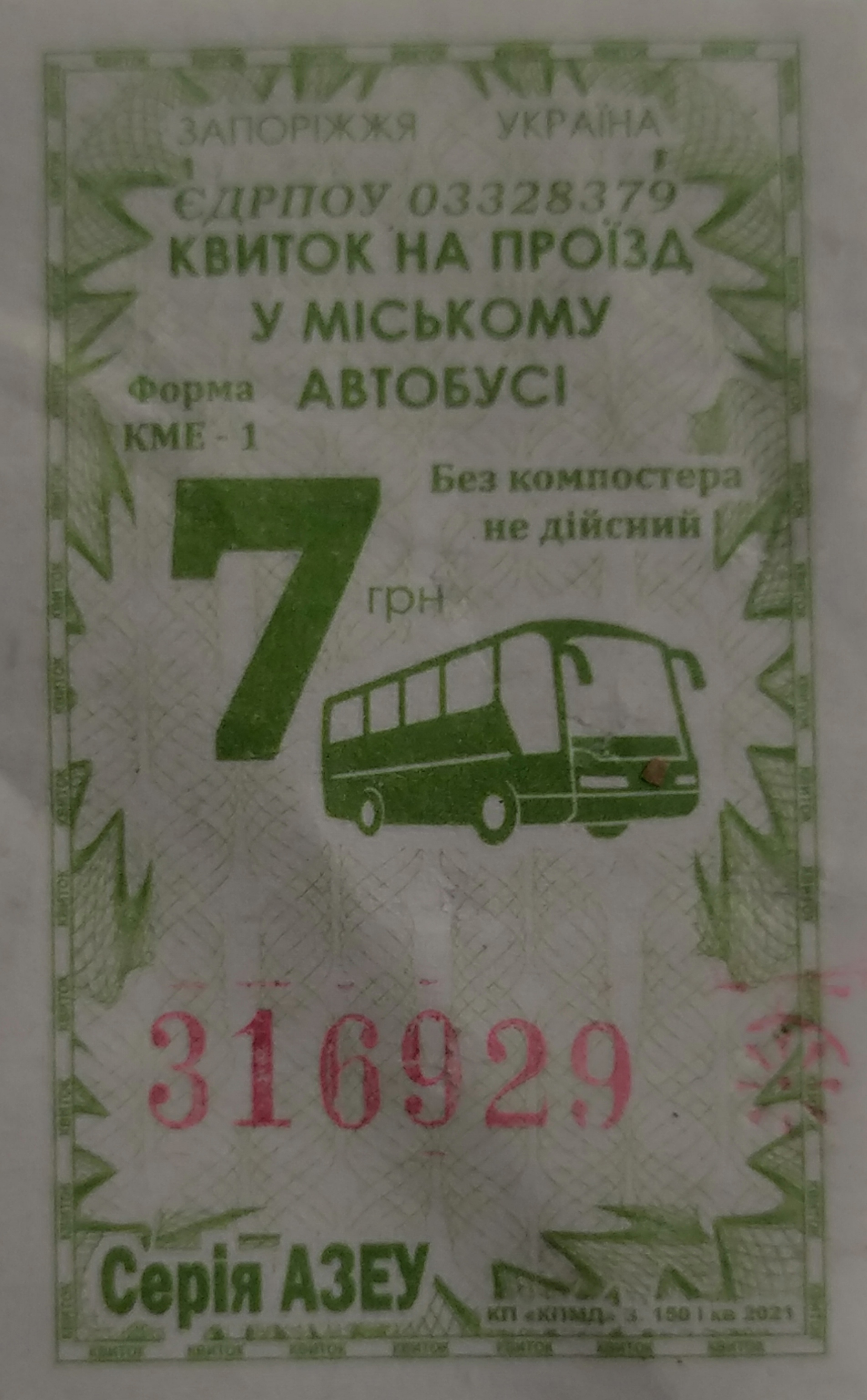
01.05.2021 — 12.06.2022
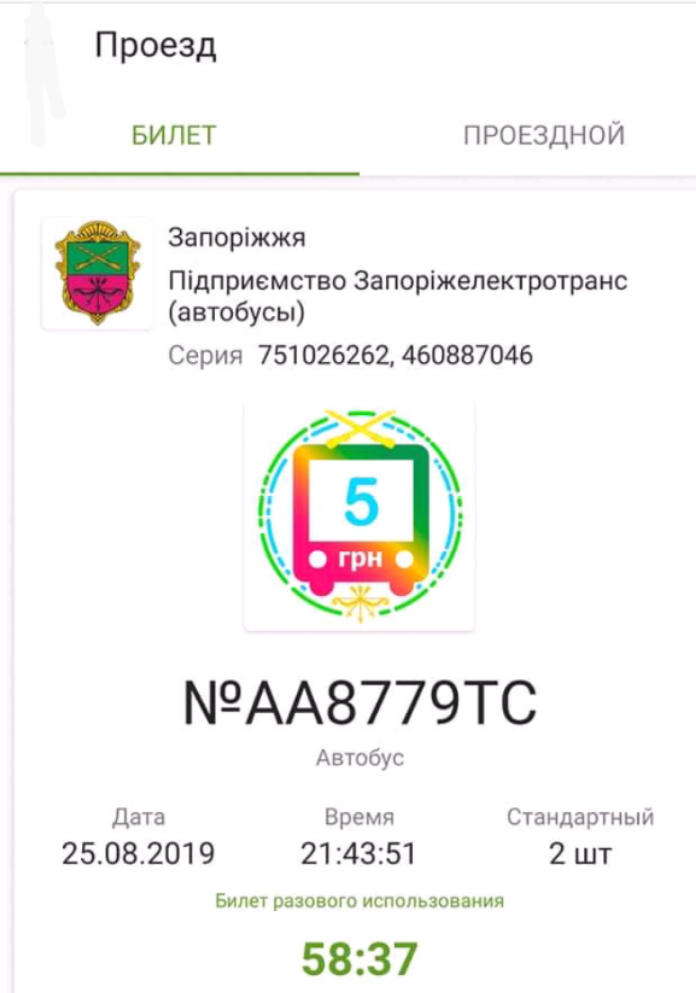
Електронний квиток
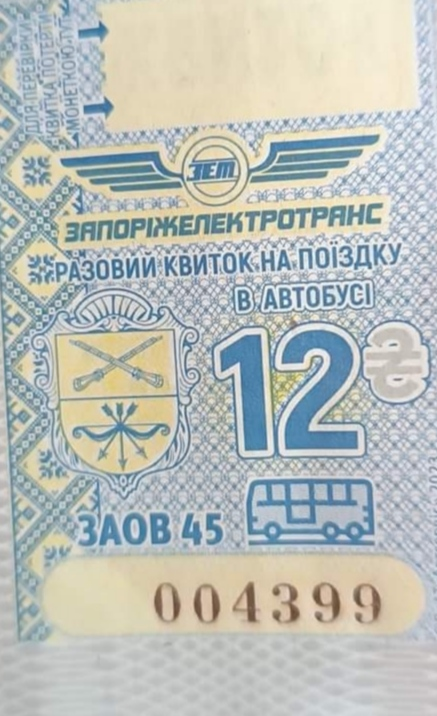
13.06.2022 — 09.06.2024
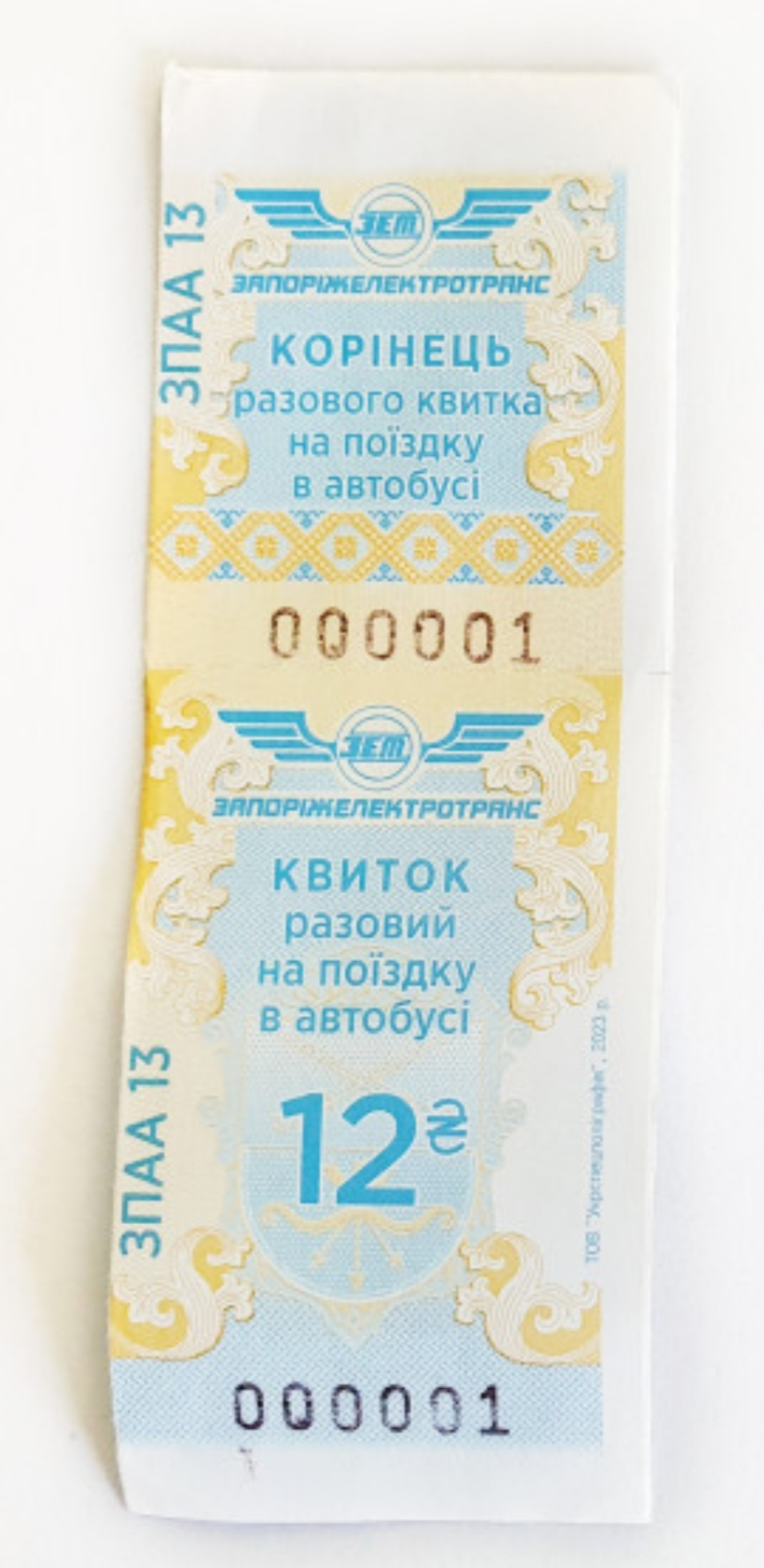
Оновлений дизайн квитка (з серпня 2023)

Муніципальні автобуси Запоріжжя
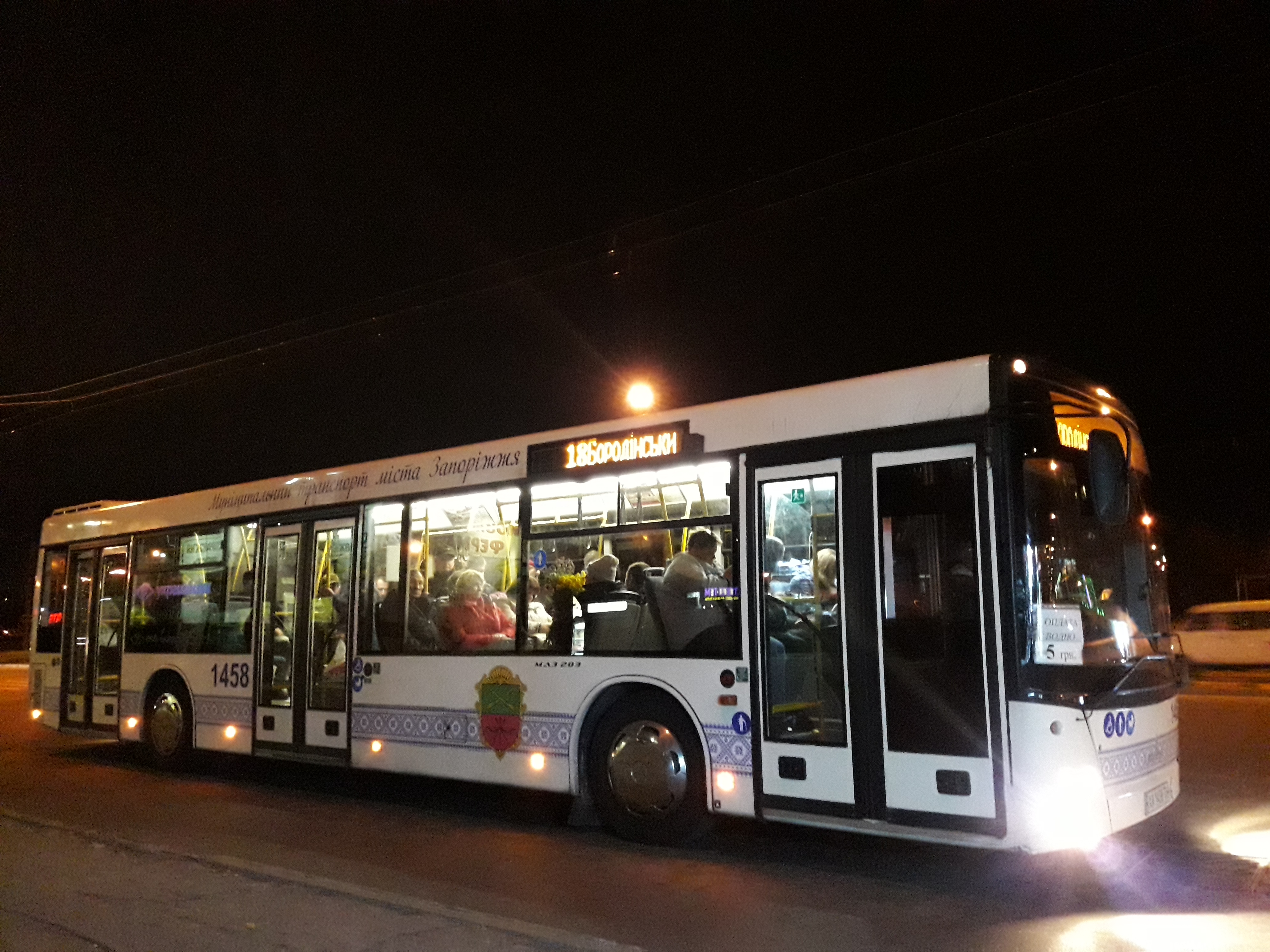
МАЗ-203.085 на маршруті № 18
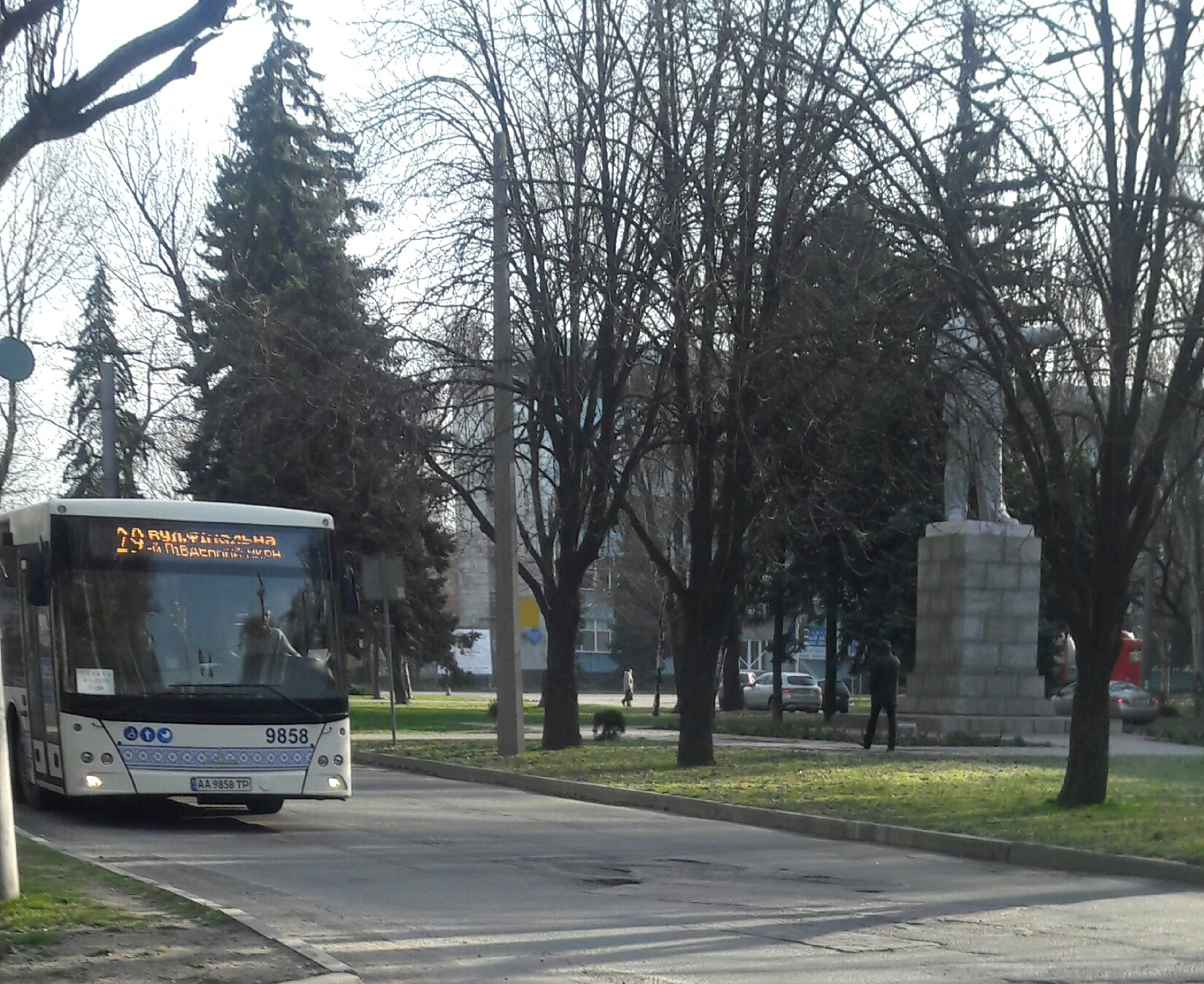
МАЗ-203.085 на маршруті № 29
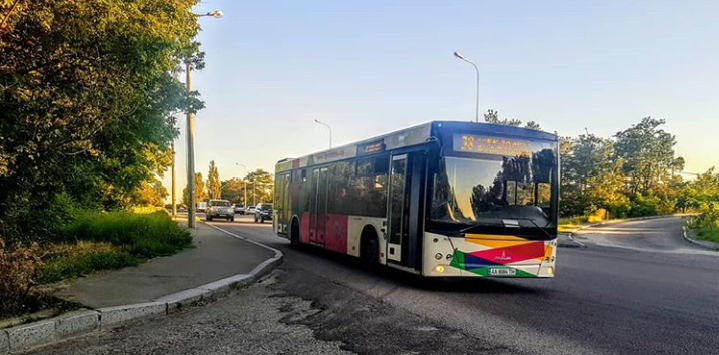
МАЗ-203.085 на маршруті № 38